# Carlos Alberto Dias
Carlos Alberto Dias, brazilski nogometaš in trener, * 5. maj 1967, Brasília, Brazilija.
Za brazilsko reprezentanco je odigral eno uradno tekmo.